# Derzsi Kovács Jenő
Derzsi Kovács Jenő (Szentes, 1889. május 16. – Szentes, 1969. április 12.) természetrajz-vegytan-földrajz szakos középiskolai tanár, zenei tanfelügyelő, karmester, dalszerző és népdalgyűjtő. Szentes egyik utolsó polihisztor pedagógusa.

## Élete, pedagógiai pályája

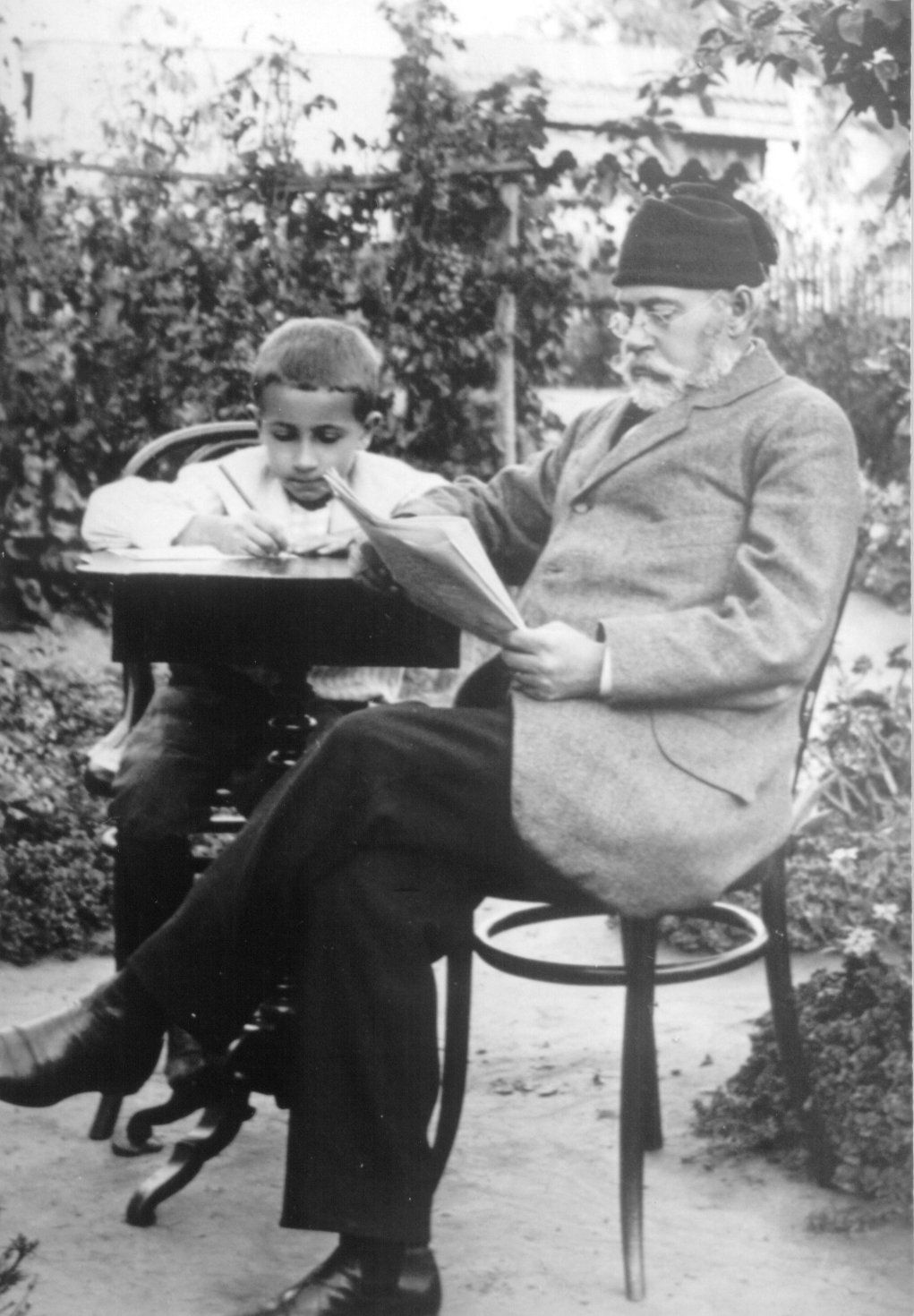
Zolnay Károly a szentesi gimnázium alapító igazgatója és unokája, Derzsi Kovács Jenő

A nagyapa, Zolnay Károly a szentesi Horváth Mihály Gimnázium elődjének számító Reálgimnázium alapítója és 27 éven át igazgatója volt. Az édesapa, Derzsi Kovács Ferenc is az intézmény pedagógusaként vált ismertté, aki tanári működése mellett jelentős közéleti és zenei tevékenységet folytatott.
Derzsi Kovács Jenő az elemi iskola befejezése után a helyi gimnázium tanulója lett, ahol 1907-ben jelesre érettségizett. Ezt követően került Kolozsvárra, ahol 1912-ben a Kolozsvári Tudományegyetemen szerzett vegytan, természetrajz és földrajz szakos tanári diplomát. Szakirányú tudását a berlini egyetemen egészítette ki. Képesítése alapján bárhova mehetett volna. Meghívást kapott a fővárosba is, de ő hazatért, s éppen nyugdíjba vonuló édesapja örökébe lépve a gimnázium tanára lett. Humánus, diák-centrikus magatartása és hatalmas tudása tette népszerűvé.
Szaktárgyai mellett már az 1920-as években tanított szépírást, éneket, vezette az iskolai négyszólamú énekkart, és zenekart, s a legjobbakkal rendszeresen részt vett az iskolai ünnepélyeken és egyéb rendezvényeken. A gimnáziumi cserkészcsapat egyik tisztje volt. A Segítő Egyesület könyvtárosaként buzgó munkálkodásával és rendszeres adományaival segítette a szegény sorsú tanulók tanulását. Tanított egészségtant, s a közegészségügy és közjó terén szerzett érdemeiért 1932-ben megkapta a Magyar Vörös Kereszt ezüst érmét.
Szöllősy Géza, a gimnázium igazgatója a következő szavakkal jellemezte kollégáját:
A testület legjobb nevelőinek egyike. … Szaktárgyát nagyon szereti és ezt a szeretetet átviszi tanítványaira is. … Az ifjúsággal nagyon jó viszonyban van, állandóan bejárnak hozzá a szertárba, ahol délutánonként dolgoznak is. … A munkához való viszonya a legjobb. A testületnek legbecsültebb és kedveltebb tagja, aki egészséges humorával sokszor meg tudja nevettetni néha rossz hangulatban lévő társait. A kritikát, ha igazságos, szó nélkül elismeri, sőt megköszöni. Édesapja is tanár volt és mindketten azok közé tartoztak, akik az iskoláért éltek és dolgoztak. Alapítványt is tett édesapja halála után a szegény tanulók segélyezése céljából.
Tudását, pedagógusi képességeit mindenkor elismerte a kormányhatalom: 1942-ben „Címzetes igazgató”-i címet kapott, 1956-ban pedig - Csongrád megyében elsőként - elnyerte a „Kiváló tanár” kitüntetést.

## Zenei munkássága
A reáltárgyak tanítása mellett kimagasló zenei műveltségre is szert tett. Jól zongorázott, 1928-ban 22 tagú fúvószenekart alapított, emellett több énekkart is vezetett. Alapítója és karnagya volt 7 éven át a Szentesi Kultur Egyesület filharmonikus zenekarának. A zeneoktatást kiemelten fontosnak tartotta. Alapelve volt, hogy a zene hozzájárul a jellemes, derék, munkára kész és művelt ifjak neveléséhez.
Ha a zenetanításban nem volna semmi nevelő érték, még akkor is érdemes volna zenét tanulni. A zene hű barát. Az értékes zene világa eszményi, gyönyörű világ, ahová megtisztulni, felüdülni jár a lélek. Elfelejtjük a bajt, bánatot, gondot, háborút.
Általános néprajzi érdeklődés jellemezte. Különösen a népdalok világa foglalkoztatta. Az ösztönzést Bartók és Kodály munkájától kapta. Mintegy 250 paraszt-nótát gyűjtött össze Szentes környékéről. Rendezte, kottázta, jegyzetekkel látta el azokat. „A dal a költészet édesanyja.” – mondta gyakran tanítványainak. Ének-óráin a magyar népdalt tette az oktatás alapjává. Véleménye szerint egyszerűek és így a tanulók által is követhető formában közvetítik a legmagasabb rendű művészi és nemzeti kulturális értékeket. A népi zene fenntartása és népszerűsítése érdekében éveken át vezette a gimnáziumi regős csoportot és más iskolán kívüli népdal tanfolyamokat. Népdalokkal kapcsolatos időskori nyilatkozata hanganyag formájában is fennmaradt.
Ám nem csupán gyűjtötte a dalokat, zeneszerzői tevékenységet is folytatott: zongorára írt darabjai, vokális és zenekari, fúvószenekari és szalonzenekari művei ismertek. Hazai és külföldi pályázatokon többször díjat nyert szerzeményeivel. 1934-ben a Magyar Dalpártoló Bizottság három szerzeményét (Muzsikaszó, Tisza vize lassan folyik…, Az én galambomnak… ) díjazta, 1935-ben a szentesi költő, Palasovszky Béla Gilicze madárnak c. versének megzenésítéséért az Intercontinantal Studie 2. díjjal tüntette ki, 1937-ben Ezt a nótát… kezdetű megzenésített verséért aranyéremmel tüntették ki, a Spetzial Weltbücher berlini kiadó pályázatán is díjat nyert.

## Irodalmi és publikációs tevékenysége
Dal- és zeneszerzői tevékenysége mellett időnként verseket is írt. Kortársai nagyra tartották költészetét. A Szentesi Hírlap újságírója a következő szavakkal jellemzi:
Derzsi Kovács Jenő csendesen, észrevétlenül, szinte szégyenkezve húzódik meg azok csoportjában, akikről azt mondjuk, hogy költők. Pedig versei olyan frissek, olyan üdék, hogy a mai magyar irodalomban alig lehet hasonlót találni.
Fiatalkori költeményeiben a szerelmi csalódások kapnak hangot, későbbi műveiből egy békés életre vágyó, a hazáját szenvedélyesen szerető ember arcképe bontakozik ki. Alkalmi verses sziporkáit és történelmi költeményeit egyaránt közölte a helyi sajtó. Jelenleg a Szentes irodalmi emlékei c. kötetben olvashatóak válogatott versei.
A két világháború között a Szentesi Hírlap és a Szentesi Napló külső munkatársaként számos témában publikált: a népköltészet és a szépirodalom mellett Szentes kulturális életének aktuális és történeti kérdéseiről, valamint természettudományokról értekezett. Elsőként javasolta, hogy Szentesen mélyfúrásokat végezzenek, s gyógyvízre, meleg vízre lenne kilátás. Elgondolásait a későbbi fúrások igazolták.
A második világháborút követő évtizedekben is aktív maradt. Nyugdíjba vonulása után tovább tanított, rendezte a szertárakat és szinte halála napjáig segített az egyetemi felvételire készülőknek.
Kéziratos hagyatékát a Koszta József Múzeum őrzi. Sírja Szentesen a Szeder temetőben található, ahol együtt nyugszik feleségével és szüleivel.

## Elismerése
- Magyar Vörös Kereszt ezüst érme (1932)
- Kiváló tanár kitüntetés (1956)

## Emlékezete
- Családi síremléke Szentesen a Szeder temetőben található.[32]
- 1971-től utca viseli a nevét Szentesen[33][34]
- Tiszteletére Derzsi Kovács Jenő-Emlékévet hirdettek Szentesen 2009-ben.[35]
- A Pólya utca 1. szám[36] alatt álló szülőházánál 2009-ben emléktáblát helyeztek el tisztelői.[37][38]
- A gimnáziumban édesapjával és nagyapjával közös dombormű emlékeztet az intézmény egykori nagy pedagógus egyéniségeire.[39] A relief Vígh László (1957-2016) alkotása.[40]

## Publikációi
- A darwinizmus. Szentesi Hírlap 1926. febr. 9-től folytatásokban
- Mélyfurást kellene végeztetni Szentesen. Forró vízre volna kilátás. Szentesi Hírlap 1927. dec. 4.
- Dohnányi Szentesen. Szentesi Hírlap 1928. nov. 30.
- Megjegyzések Szentes zenei életéről a Szentgyörgyi hangversennyel kapcsolatosan. Szentesi Hírlap 1929. máj. 8.
- Visszaemlékezés a református öregiskolára. Alföldi Újság 1928. szept. 16.
- Hajoljunk le kincseinkért. Szentesi Hírlap 1929. Húsvéti különszám
- A szentesi nóták. Szentesi Hírlap 1939. dec. 24.
- Krisztiáni István. Szentesi Napló 1940. jún. 29.
- A dudacsinálás fortélya. Szentesi Napló 1940. dec. 25.
- „Suhog az őszi szél…” Szentesi Napló 1941. ápr. 13.
- A szentesi népdalok. Magyar Alföld 1947. okt. 26.
- Ismerjük meg megyénket. Büszkeségünk – a szentesi liget. Viharsarok 1956. jan. 19.
- Fejezetek a múltból: Kiss Bálint a nép szószólója. Szentesi Élet 1968. okt.[41]
- Az aradi ezüstkoszorú. Szentesi Élet 1969. jan.[42]

## Zenei és irodalmi munkásságának művei

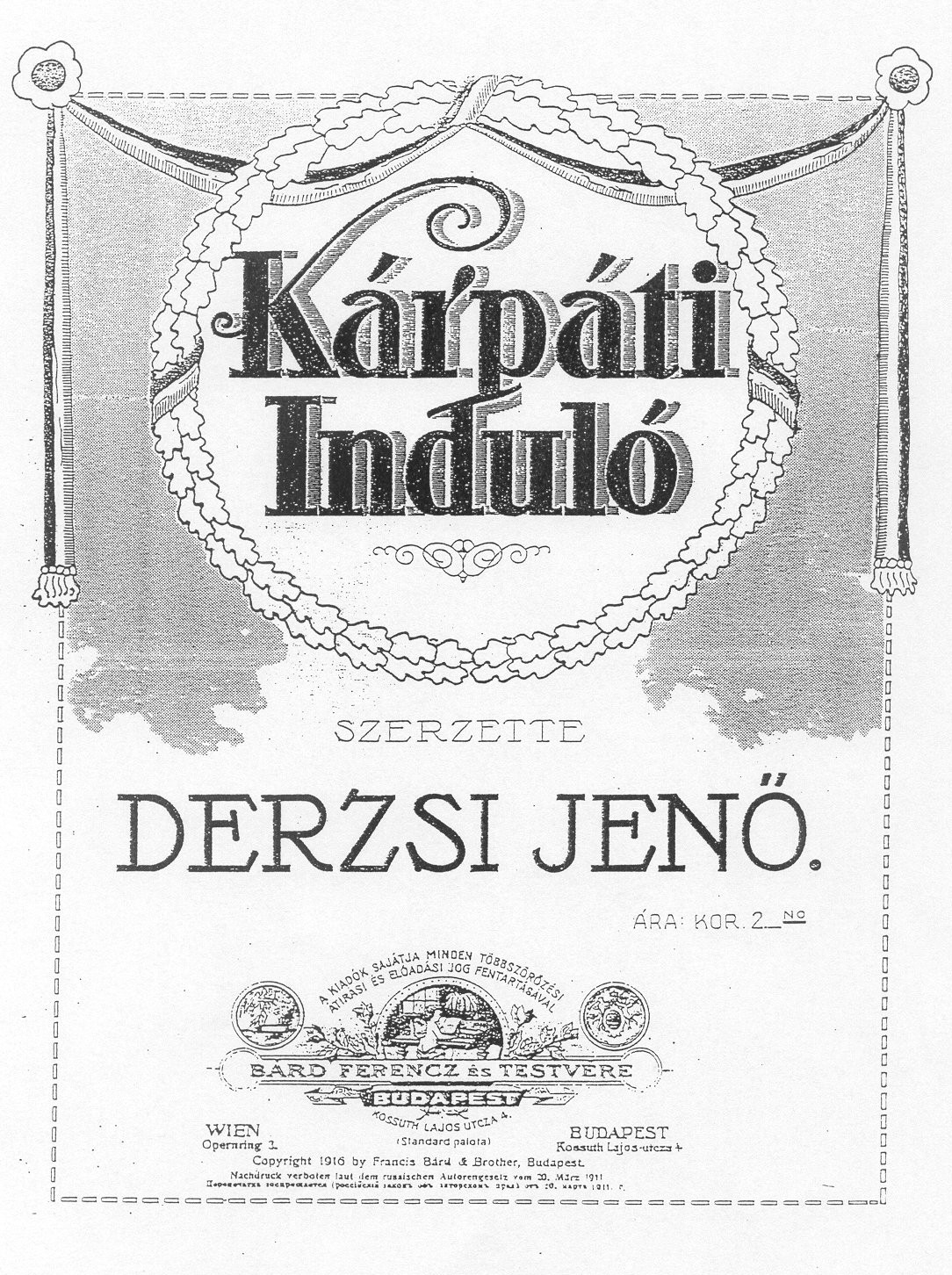
A "Kárpáti induló" kottájának címlapja (1916)

- Négy magyar dal. Budapest, Bárd Ferenc és testvére, 1916. (vers és zene Derzsi Kovács Jenő)
- Kárpáti induló. Budapest, Bárd Ferenc és testvére, 1916. (vers és zene Derzsi Kovács Jenő)
- Új magyar nótakincsek. Budapest, Írók, Művészek, Zeneszerzők Szövetsége, 1935. (Derzsi Kovács Jenő 3 megzenésített verse, nótája, kottával együtt: Muzsikaszó, Tisza vize lassan folyik…, Az én galambomnak…)
- Feke Kálmán nótáskönyve. Budapest, Rozsnyai Károly kiadása. (zongorakísérettel ellátta Derzsi Kovács Jenő)
- Forrásné Török Katalin: Derzsi Kovács Jenő szentesi és Szentes vidéki dallamgyűjteménye. Szentes, 1987.
- Derzsi Kovács Jenő: Lassú magyar (zongoradarab, előadja: Lakatos Béla)[43]
- Szentes irodalmi emlékei. Szerk.: Vágvölgyi Zoltán. Szentes, 2016.[27]

## Róla szóló irodalom
- Derzsi Kovács Jenő dalai az „Új magyar nótakincsek” gyűjteményében. Szentesi Hírlap 1935. jan. 13.
- Sima László: Kurta írás. Szentesi nóták. Szentesi Hírlap 1935. jan. 29.
- A szentesi népdalok szépségéről és eredetiségéről nyilatkozik Derzsi Kovács Jenő. Magyar Alföld 1947. okt. 26.
- Aranyi Gábor: Ismét szegényebbek lettünk. Szentesi Élet 1969. máj.
- In memoriam Derzsi Kovács Jenő. A szentesi H. M. G. Évkönyve, 1949/50-1969/70. Szerk.: Gidófalvy György. Szentes, HMG 1971.
- Sebők Edit: Derzsi Kovács Jenő élete és munkássága. 1992. /szakdolgozat, Szentes Városi Könyvtár/
- Szánthó Lajos: In memoriam Derzsi Kovács Jenő, a zeneszerző. Budapest, 1987.
- A szentesi népdalok. In.: Szentes helyismereti kézikönyve 2. kötet
- Bucsány György: Derzsi Kovács Jenő emlékére. Szentesi Élet 2009. máj. 15. (e-Könyvtár Szentes)
- Fenyvesi István: A népdal szentesi lámpása. In.: Időséta: Szentes – Szeged – szlávok. 1. kötet. Szentes, Bába K. 2011.